# ダニエル・カン
ダニエル・マリナス・カン（Daniel Marinus Kan, 1927年8月4日 - 2013年8月4日)は、オランダのアムステルダム出身の数学者。マサチューセッツ工科大学名誉教授。1955年の論文「抽象ホモトピー論」をはじめ、60年の間、圏論とホモトピー論の領域で大量の業績を残し、著者だけでなく共著者として、論文やモノグラフを発表した。圏論においてはカン拡張、ホモトピー論においてはカンファイブレーションに著者として、カン・サーストン定理やドールド・カン対応においては共著者として名が残る。

## 略歴
1927年にユダヤ教徒の家系に誕生した。1955年ヘブライ大学でサミュエル・アイレンベルグの指導のもと博士号を取得、アルドリッジ・ブースフィールドやウィリアム・ドゥイヤー、ジェフリー・スミスらを指導した。1959年よりマサチューセッツ工科大学で教鞭をとり、1993年に引退した。

## 業績
カンはまず現代ホモトピー論において頭角を現した。サウンダース・マクレーンのホモロジカル代数を圏論に応用し、1958年に随伴関手の抽象的定式を発見した後、1960年にカン拡張を発表した。カン拡張はリミットとエンズに関与するほか、随伴に関係する普遍的な概念であり、数学全体の中での最も広い記述の一つである。
また、トポロジーの分野においては、1950年代中盤から単体的集合のトポロジーを研究し、単体的集合に対する閉モデル圏へのファイブレーションであるカンファイブレーションと、そのフィブラントであるカン複体を見出した。
晩年の業績は、モデル圏やホモトピー圏に関するもので、ブースフィールドとのホモトピーリミットやドゥイヤーとの相対圏の単体的局所化は特筆すべき仕事となった。